# Pastoral Carcerária
A Pastoral Carcerária é uma ação pastoral da Igreja Católica Romana no Brasil, vinculada à Conferência Nacional dos Bispos do Brasil, que tem como objetivo a evangelização das pessoas privadas de liberdade, bem como zelar pelos direitos humanos e pela dignidade humana no sistema prisional.
É a presença de Cristo e de sua Igreja no mundo dos cárceres onde procura desenvolver todos os trabalhos que essa presença vem a exigir.
A Pastoral mantém contatos e relações de trabalho e parceria com organismos dos poderes Executivo, Judiciário e Legislativo, como também ONG’s locais, nacionais e internacionais.

## Ligações Externas
- Página da Pastoral Carcerária